# Jah Inspiration
A Jah Inspiration egy 2001-es dupla dub  album Augustus Pablo-tól.

## Számok

### CD1
1. Pablo at Studio One (3:14)
2. Pablo's Good Hearted Melody (3:06)
3. Pablo's Progressive Roots (3:58)
4. Rock Steady With Pablo (3:45)
5. Pablo's Last Stand (3:39)
6. Pablo's Conference (3:33)
7. Don Gorgon Pablo (2:48)
8. Slave Masters' Execution (3:22)
9. Pablo's Runnin' and Jumpin' (3:19)
10. Pablo's Ready for Dubbing (3:23)
11. Pablo's Musical Vibes (3:24)
12. Pablo's Greatest Mood (3:26)
13. Pablo's Midnight Rockers Dub (3:33)
14. Pablo in Black Ark (3:00)
15. King Pharoah's Army (2:40)

### CD2
1. King Tubby's Musical Gorgan Dub (2:51) (ft.  King Tubby)
2. King Tubby's Nah Jester Dub (3:10)  (ft.  King Tubby)
3. King Tubby's Rock Steady Dub (2:17) (ft.  King Tubby)
4. King Tubby's Roots Vibe Dub (2:37) (ft.  King Tubby)
5. King Tubby's Rule Supreme Dub (3:11) (ft.  King Tubby)
6. King Tubby's the Dub Organsier (3:14) (ft.  King Tubby)
7. King Tubby's Musical Stalowatt (2:20) (ft.  King Tubby)
8. King Tubby's Supercharge Dub (3:20) (ft.  King Tubby)
9. King Tubby's the Professor of Dub (2:27) (ft.  King Tubby)
10. King Tubby the Specialist in Dub (3:08) (ft.  King Tubby)
11. Pablo's Drifting Dub (3:03)
12. Pablo's Delightful Dub (3:41)
13. Pablo's Magnificent Dub (3:26)
14. Hold on Pablo (4:00)
15. Pablo Rockers Jam (3:38)

## Külső hivatkozások
- https://web.archive.org/web/20070913070517/http://www.roots-archives.com/release/1222